# Wolfenschiessen

Historisches Luftbild von Walter Mittelholzer, 1933

Wolfenschiessen (im höchstalemannischen Ortsdialekt Woufe(r)schiässä [ʋɔu̯fə(r)ʃiæsːæ]) ist eine politische Gemeinde im Schweizer Kanton Nidwalden.

## Geographie
Die Ortschaft Wolfenschiessen liegt im unteren Engelbergertal zwischen Stans und Engelberg auf 510 m ü. M. Die Gemeindefläche beträgt 92,76 km², die Grenzlänge 45,8 km.
In einem hoch gelegenen östlichen Seitental, 400 Meter oberhalb des Engelbergertals und in gut 4 km Entfernung vom Dorfkern, befindet sich die Kapellengemeinde Oberrickenbach (894 m ü. M.), die auch Teil der Gemeinde Wolfenschiessen ist. Ebenso zur Gemeinde gehört der zwischen Wolfenschiessen und Grafenort gelegene Weiler Altzellen (658 m ü. M.). Zahlreiche Alpgebiete wie Arni, Bannalp, Ober und Unter Trüebsee und Sinsgäu (am Brisen) gehören ebenso zur flächenmässig grössten Gemeinde des Kantons Nidwalden. Höchster Punkt von Wolfenschiessen ist das Rotstöckli am Titlis (2901 m ü. M.). Über den auf Wolfenschiesser Gebiet gelegenen Jochpass gelangt man ins Berner Oberland. Östlich des Engelbergertals ragt zwischen den bewohnten Gemeindeteilen der 1'341 Meter hohe Wellenberg empor. Von der NAGRA wurde er als ein möglicher Platz für Lagerung von radioaktivem Abfall angesehen.
Wolfenschiessen hat zwei Dreikantonsecken zu Bern und Obwalden (, ) und eine zu Obwalden und Uri ().
Vom gesamten Gemeindegebiet sind nur 1,2 % Siedlungsfläche. Einen grossen Teil des Gemeindeareals bedecken mit 33,0 % Anteil Gehölz und Wald. Eine noch grössere Fläche von 40,8 % wird landwirtschaftlich genutzt – oft als Almen. Und ganze 24,9 % sind unproduktive Flächen (meist Gebirge und Seen).

## Geschichte
Das untere Engelbergertal war schon von den Kelten, Römern und ab dem 6. Jahrhundert von den Alemannen besiedelt.
Erstmals schriftlich bezeugt findet sich Wolfenschiessen in einer Urkunde aus dem 11. Jahrhundert (Kopie aus dem 14. Jahrhundert). Das Grundwort geht wohl auf althochdeutsch scioʒ «Giebelseite» zurück; im Vorderglied steckt vermutlich der althochdeutsche männliche Personenname Wolfo. Wolfenschiessen bedeutet damit «beim Hof, bei den Häusern des Wolfo» oder, falls mittelhochdeutsch schieʒe in einer übertragenen Bedeutung gesehen wird, im «Geländewinkel des Wolfo». Das Gemeindewappen ist ein redendes Wappen, indem es den Ortsnamen volksetymologisch deutet und einen Wolf zeigt, der von einem Pfeil durchbohrt wird.
Die Diskussion um ein Endlager für radioaktiven Müll im Wellenberg sorgte in den letzten 25 Jahren für heftige Kontroversen in der Gemeinde Wolfenschiessen und in ganz Nidwalden. Zum Teil spalteten sie ganze Familien. Trotz mehrfachem Nein der Nidwaldner Bevölkerung an der Landsgemeinde und Urne hält die NAGRA immer noch am (potentiellen) Standort Wellenberg fest.

## Bevölkerung

### Bevölkerungsentwicklung
Die Gemeinde erlebte wegen der begrenzten Anzahl an Arbeitsplätzen mehrere grosse Abwanderungswellen (1850–1860, 1880–1888 und 1960–1970). Zwischen 1888 und dem Beginn des Ersten Weltkriegs gab es allerdings auch eine starke Wachstumsphase (1888–1910: +27,3 %). Drei weitere Wachstumswellen (1930–1941, 1950–1960 und 1970–2000) sorgten dafür, dass der Bevölkerungsstand heute wesentlich höher liegt als 1850. Nach einer Stagnationsphase von zwischen 2000 und 2010 wächst die Einwohnerzahl wieder (2010–2013: +4,8 %). Grund für den Anstieg waren die Verbesserung des Angebots des Öffentlichen Verkehrs und vor allem der Bau der A2. Die Gemeinde wurde wegen ihrer Nähe zum Nidwaldner Hauptort Stans und der günstigen Baulandpreise zudem auch für Pendler attraktiv.
Bevölkerungsentwicklung von Wolfenschiessen seit 1743 Quelle: Volkszählungen (1850–2000 Eidgenössische), Bundesamt für Statistik (ab 2010)

### Sprachen
Die Bevölkerung spricht eine höchstalemannische Mundart, das Nidwaldnerdeutsch. Bei der letzten Volkszählung im Jahr 2000 gaben 93,6 % Deutsch, 2,7 % Albanisch und 1,4 % Serbokroatisch als Hauptsprache an.

### Konfessionen
Im Jahr 2000 waren 1'634 Personen katholisch (82,82 %). Daneben gab es 5,37 % protestantische und 1,06 % orthodoxe Christen, 4,36 % Muslime und 2,99 % Konfessionslose. 63 Personen (3,19 %) machten keine Angaben zu ihrem Glaubensbekenntnis. Bis etwa in die 1970er Jahre hinein war fast die gesamte Einwohnerschaft katholisch. Die Entkirchlichung und die Zuwanderung aus anderen Gemeinden und dem Ausland hat in Wolfenschiessen zu einem Anstieg anderer Bekenntnisgruppen geführt.

### Herkunft – Nationalität
Von den 2103 Bewohnern waren Ende 2021 1879 (89,09 %) Schweizer Staatsangehörige. Die Zugewanderten stammen mehrheitlich aus Mitteleuropa (Deutschland 62, Niederlande und Ungarn je 8, Österreich und Polen je 5 Personen), Südeuropa (Portugal 42 und Italien 20 Personen) und dem ehemaligen Jugoslawien (Kosovo 27, Serbien 9 und Kroatien 7 Personen). Laut der Volkszählung 2000 waren 1'773 Personen (89,86 %) Schweizer Bürger; davon besassen 45 Personen eine doppelte Staatsbürgerschaft.

### Altersstruktur
Die Gemeinde zählt einen hohen Anteil an Leuten im höheren Alter. Während der Anteil der Personen unter zwanzig Jahren 22,10 % der Ortsbevölkerung ausmacht, sind 18,44 % Senioren (65 Jahre und älter). Die grösste Altersgruppe stellen mittlerweile die Personen zwischen 60 und 79 Jahren. Im Jahr 2000 war es noch die Altersgruppe von 30 bis 44 Jahren. Grund dafür ist die Alterung der Generation der Babyboomer (Jahrgänge bis 1965). Auf 100 Leute im arbeitsfähigen Alter (20–64 Jahre; 1254 Personen) entfallen 37 Junge (466 Personen) und 31 Menschen (389 Personen) im Pensionsalter.
Die aktuelle Altersverteilung zeigt folgende Tabelle:
| Anzahl                                                            | 130    | 241     | 95     | 248     | 410     | 444     | 452     | 89     | 2109  |
| Anteil                                                            | 6,16 % | 11,43 % | 4,50 % | 11,76 % | 19,44 % | 21,05 % | 21,43 % | 4,22 % | 100 % |
| Quelle: Bundesamt für Statistik, Bevölkerung nach Alter Ende 2021 |        |         |        |         |         |         |         |        |       |

Die Alterung nimmt zu. Dies beweist der Vergleich mit dem Jahr 2000. Bei der letzten Volkszählung im Jahr 2000 ergab sich folgende Altersstruktur:
| Alter  | 0–6 Jahre | 7–15 Jahre | 16–19 Jahre | 20–29 Jahre | 30–44 Jahre | 45–59 Jahre | 60–79 Jahre | 80 Jahre und mehr |
| ------ | --------- | ---------- | ----------- | ----------- | ----------- | ----------- | ----------- | ----------------- |
| Anzahl | 191       | 301        | 108         | 262         | 481         | 343         | 244         | 43                |
| Anteil | 9,68 %    | 15,26 %    | 5,47 %      | 13,28 %     | 24,38 %     | 17,38 %     | 12,37 %     | 2,18 %            |

## Wappen
Blasonierung: „In Blau ein steigender silberner Wolf, von hinten durchbohrt von einem linksschrägen goldenen Pfeil.“ - Somit stellt es als redendes Wappen den Ortsnamen dar.

## Wirtschaft
Ursprünglich dominierte in Wolfenschiessen die Landwirtschaft. Für den Ort wichtige Wirtschaftszweige sind Forst- und Landwirtschaft, letztere vor allem in Form von Milchviehwirtschaft. Dazu kommt der Tourismus. Auch einige Handwerks- und Kleingewerbebetriebe sind vertreten. In Oberrickenbach befindet sich ein Wasserkraftwerk, das mit dem Wasser des gut 500 m höher gelegenen Bannalpsees betrieben wird.
In Wolfenschiessen ist die Arbeitslosigkeit tief; die Sozialhilfequote betrug 2019 1,38 %. Im Jahr 2020 waren von 822 Beschäftigten 489 männlich und 333 weiblich. Die Mehrheit der Beschäftigten arbeitete 2020 in Dienstleistungsunternehmen (Sektor 3). Danach folgte der Bereich Industrie und Gewerbe (Sektor 2). Der bis ins 20. Jahrhundert dominierende Bereich Landwirtschaft/Forstwirtschaft/Fischerei (Sektor 1) hat immer noch eine starke Bedeutung. Die Zahlen für die drei Sektoren sehen wie folgt aus:
| | 1. Sektor | 1. Sektor    | 1. Sektor         | 2. Sektor | 2. Sektor    | 2. Sektor         | 3. Sektor | 3. Sektor    | 3. Sektor         | Total    | Total        | Total             |
| | Betriebe  | Beschäftigte | Vollzeit- stellen | Betriebe  | Beschäftigte | Vollzeit- stellen | Betriebe  | Beschäftigte | Vollzeit- stellen | Betriebe | Beschäftigte | Vollzeit- stellen |
| Anzahl | 78        | 197          | 111               | 29        | 183          | 161               | 96        | 442          | 323               | 203      | 822          | 595               |
| Anteil | 38,42 %   | 23,97 %      | 18,66 %           | 14,29 %   | 22,26 %      | 27,06 %           | 47,29 %   | 53,77 %      | 54,29 %           | 100 %    | 100 %        | 100 %             |
| Quelle: Bundesamt für Statistik; Statistik der Unternehmensstruktur STATENT, Arbeitsstätten und Beschäftigte nach Gemeinde und Wirtschaftssektoren |           |              |                   |           |              |                   |           |              |                   |          |              |                   |

Im Jahr 2000 gab es 535 Erwerbstätige in Wolfenschiessen. Davon waren 385 (71,96 %) Einheimische und 150 Zupendelnde. Die Zupendelnden kamen vorwiegend aus der Region; nämlich aus Dallenwil und Oberdorf (je 13,3 %), Beckenried (9,3 %), Ennetbürgen (8,7 %), Stans und Engelberg (je 8,0 %), Buochs (7,3 %) und Stansstad (6,7 %). Im gleichen Jahr waren 1'046 Menschen aus Wolfenschiessen erwerbstätig. Somit arbeiteten 661 Personen in anderen Gemeinden. In den Nidwaldner Hauptort Stans pendelten 200 Personen (= 30,3 % aller Wegpendelnden), nach Engelberg 80 Personen (12,1 %), in die Stadt Luzern 47 Personen (7,1 %), nach Oberdorf 43 Personen (6,5 %), nach Dallenwil 38 Personen (5,7 %) und nach Buochs 31 Personen (4,7 %). Insgesamt pendelten 408 Personen (61,7 %) in andere Nidwaldner Gemeinden, 105 Personen (15,9 %) in den Kanton Obwalden und 80 Personen (12,1 %) in den Kanton Luzern.

## Verkehr
Die Anschlussstelle Stans-Süd der Gotthard-Autobahn ist nur rund 6 km entfernt. Wolfenschiessen ist angeschlossen an die Strecke Luzern–Stans–Engelberg der Zentralbahn.
Seit Ende 2013 führt auch die S4 von Luzern bis hierher.
Vom Talort Wolfenschiessen aus führen 4 kleine Luftseilbahnen auf die umliegenden Alpen und Bergwälder, die von Einheimischen, Wanderern und teilweise von Gleitschirmfliegern genutzt werden. Vom kleinen Bergort Oberrickenbach führen nicht weniger als vier, zum Teil recht abenteuerlich anmutende, Seilbahnen zur Bannalp und zum Haldigrat.

## Tourismus
Vor allem der Ortsteil Oberrickenbach und die oberhalb gelegene Bannalp mit ihrem See sind Ausgangspunkt alpiner Spaziergänge und Wanderungen, beispielsweise über den Haldigrat nach Niederrickenbach mit seinem Benediktinerinnen-Kloster, oder unterhalb der Walenstöcke entlang nach Engelberg, oder über den Pass Schonegg in Richtung Urnersee.
Von den Oberrickenbacher Seilbahnen bietet insbesondere die kleine 8er Kabine hinauf zum Bannalpsee mit ihrem freien Durchhang vor der senkrechten Felswand eine lohnende Fahrt. Auf der Bannalp befindet sich in gut 1700 m Höhe ein kleines Skigebiet.

## Sehenswürdigkeiten
Im Ortskern befindet sich die grosse, 1775 erbaute spätbarocke Gemeindekirche St. Maria.

## Persönlichkeiten
- Konrad Scheuber (1481–1559), Landammann, Richter und Eremit
- Jakob Joseph Matthys (1802–1866), Priester, Sprachenkenner und Dialektologe
- Joseph Maria Bünter (1808–1892), Politiker
- Melchior Zumbühl (1829–1879), Politiker
- Joseph Maria Bünter (1834–1914), Politiker
- Josef Maria Niederberger (1851–1913), Politiker
- Anton Zumbühl (1863–1947), Politiker
- Josef Zumbühl (1868–1932), Politiker
- Alois Zumbühl (1877–1952), Politiker
- Josef Scheuber (1881–1961), Rektor des Kantonsschule Kollegium Schwyz und Regens des Priesterseminars Chur (heute: Theologische Hochschule Chur)
- Theo Christen (1884–1935), Politiker
- Werner Christen (1895–1969), Politiker
- Erika Hess (* 1962), Skirennfahrerin
- Nina Christen (* 1994), Sportschützin

## Bilder

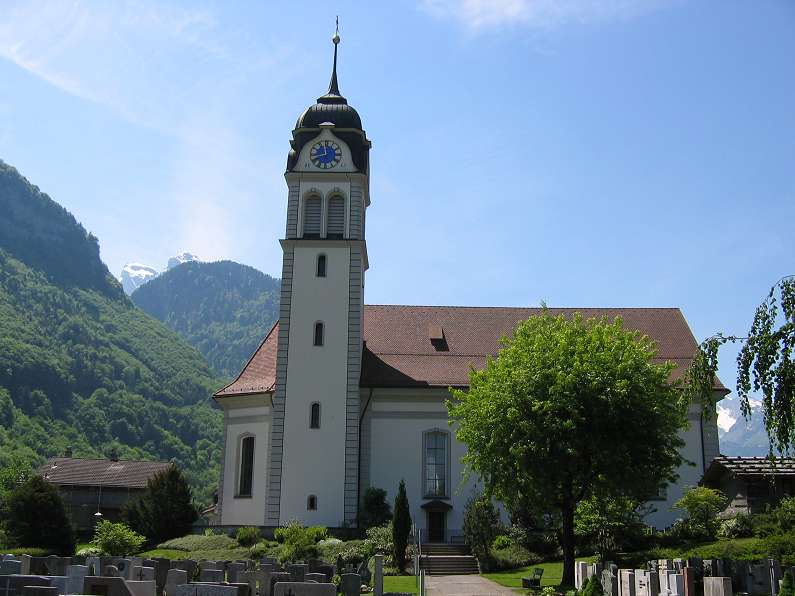
Kirche in Wolfenschiessen
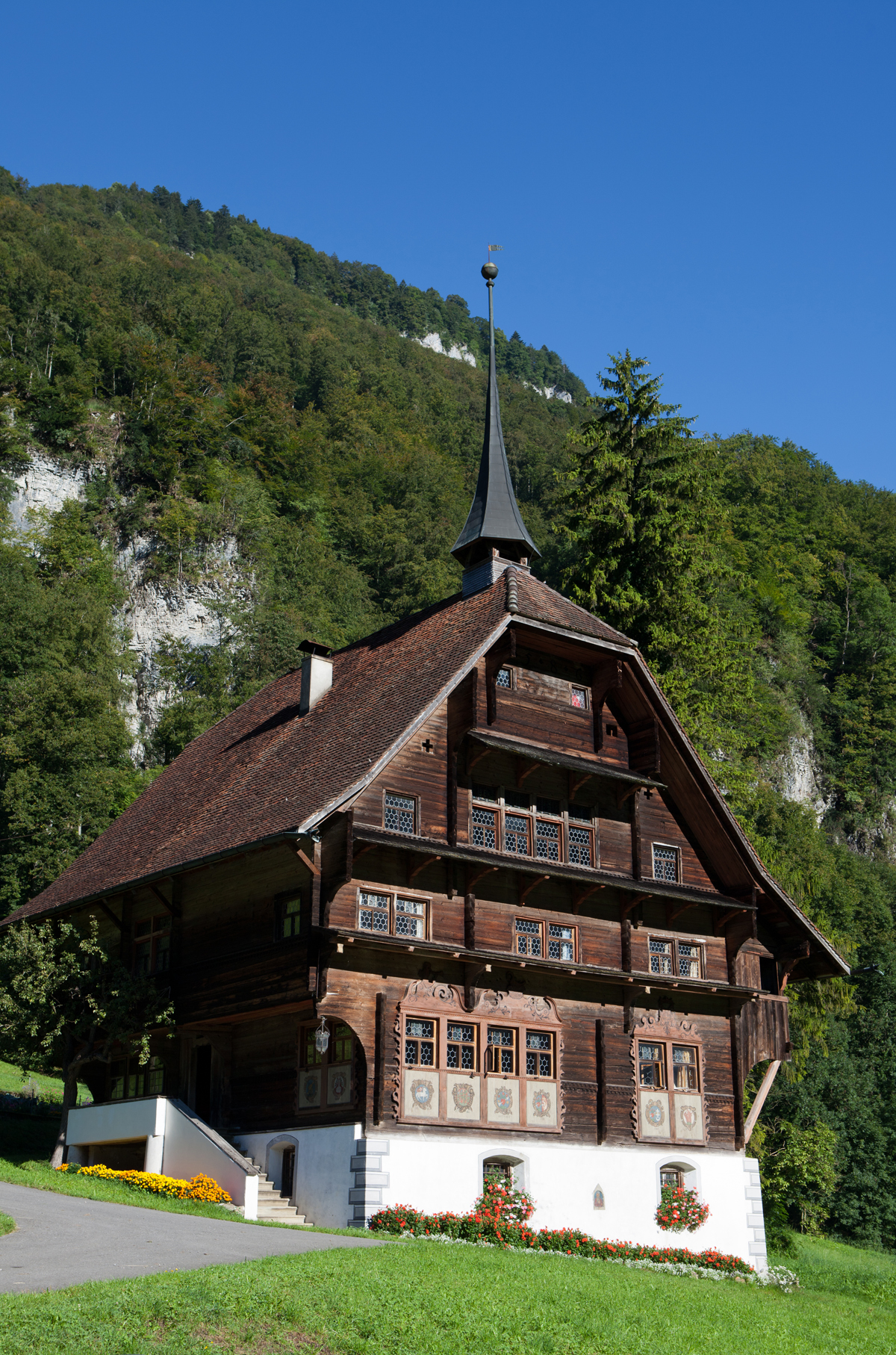
Hechhuis (Melchior Lussy)
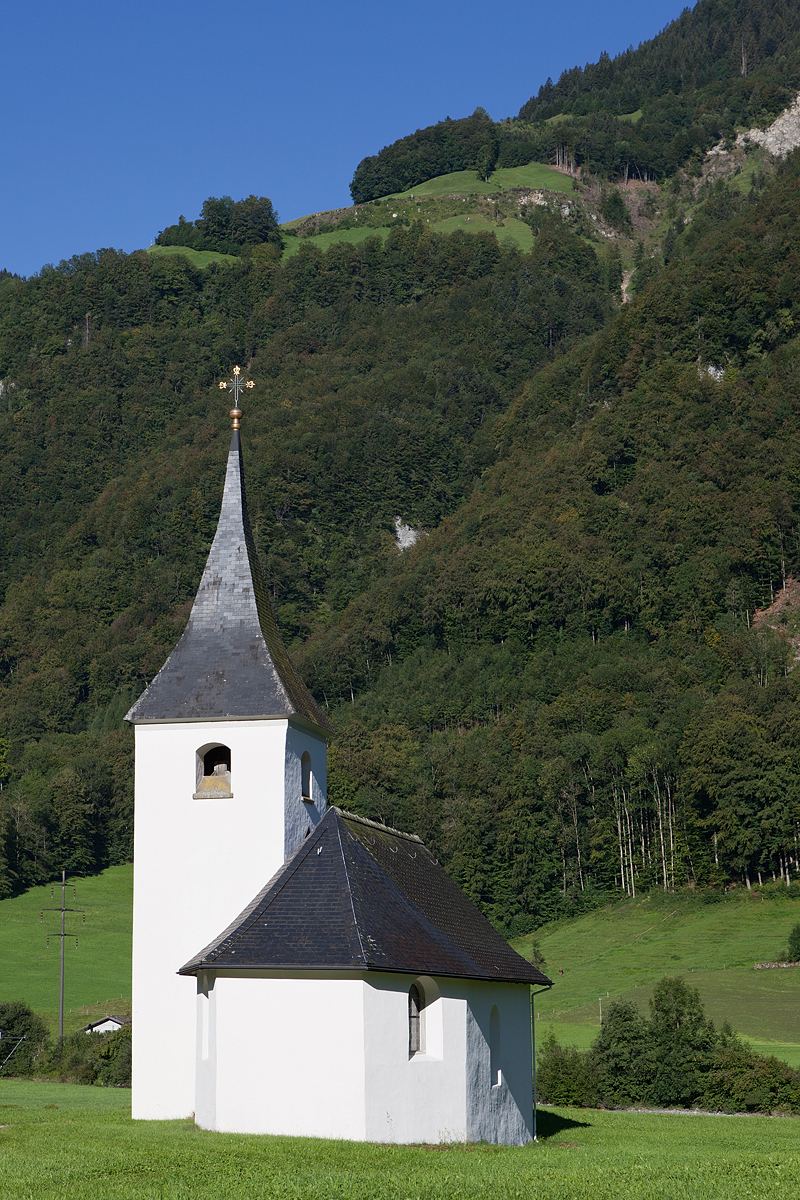
Kapelle St. Sebastian
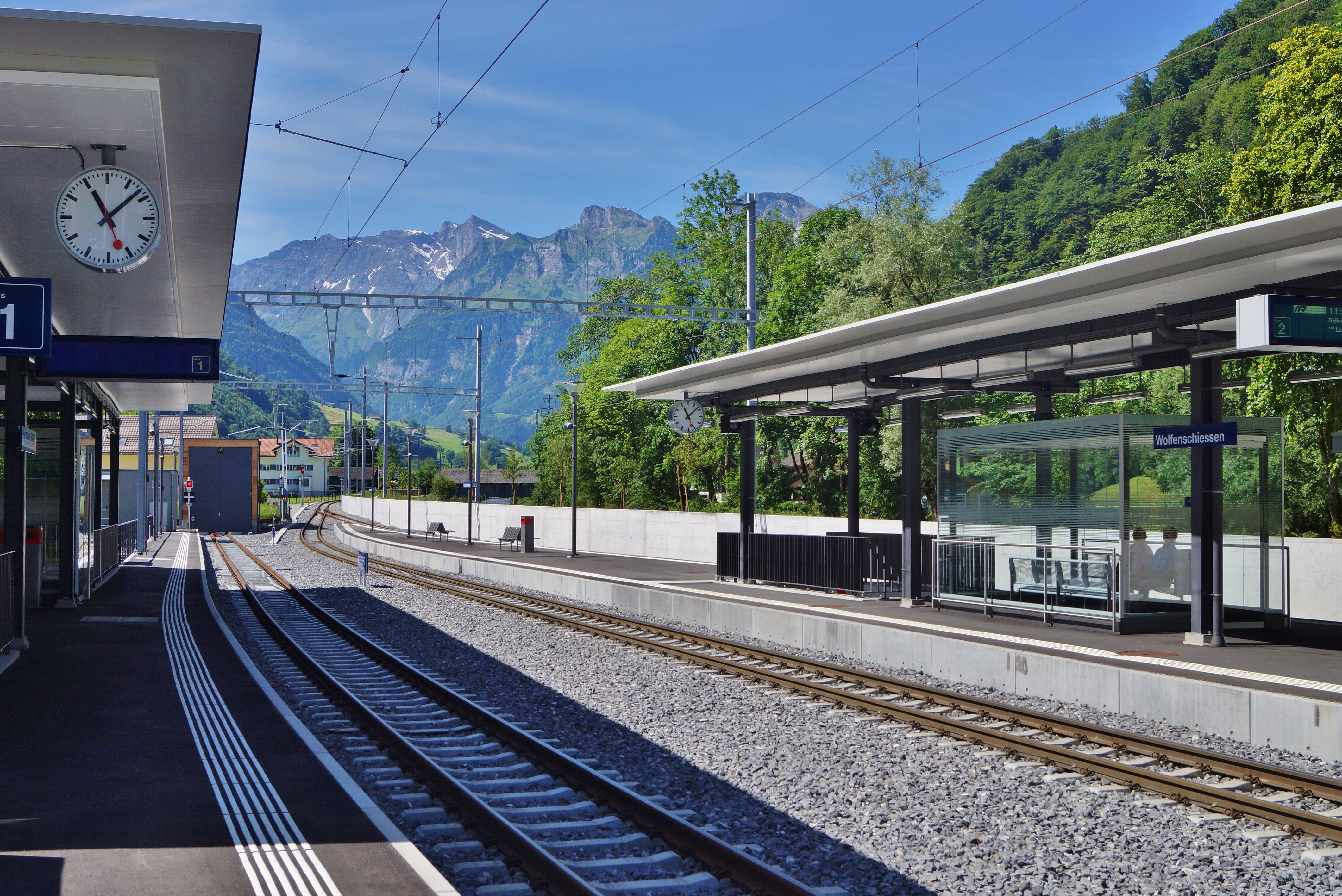
Bahnhof nach Umbau zur S-Bahn-Endstation mit Blick zum Rotsandnollen
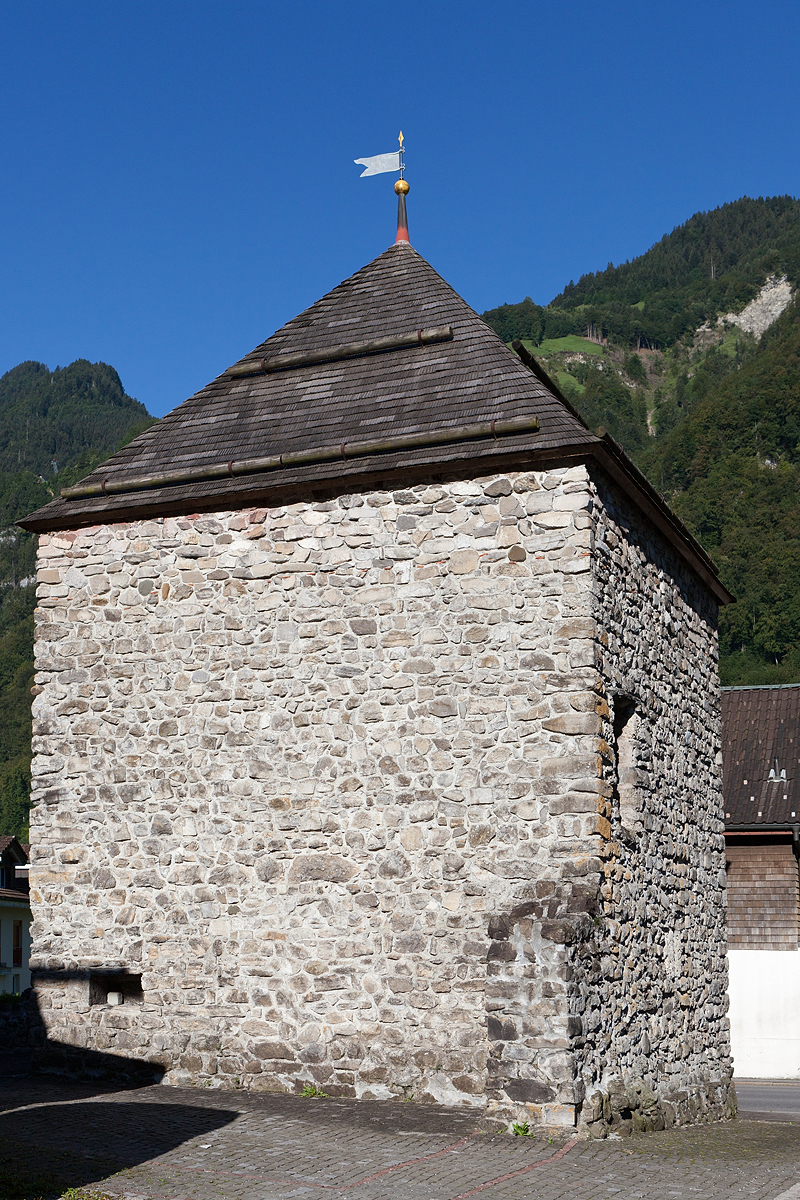
Turm im Dörfli
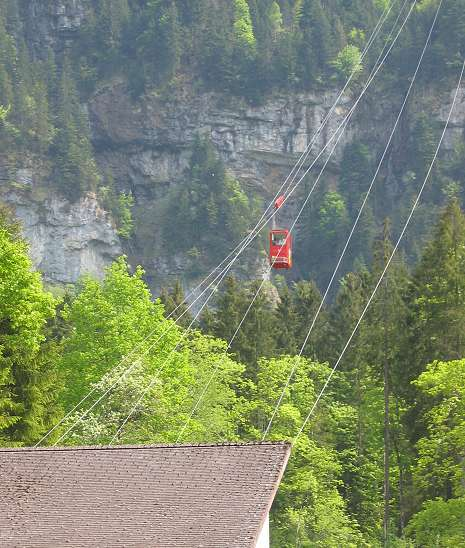
Seilbahn zum Bannalpsee
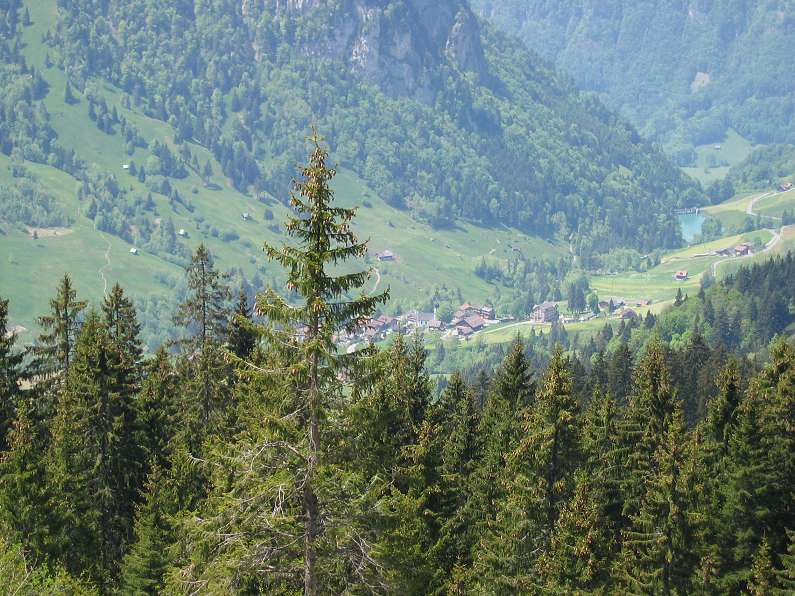
Auf dem Weg zur Bannalp: Blick auf Oberrickenbach
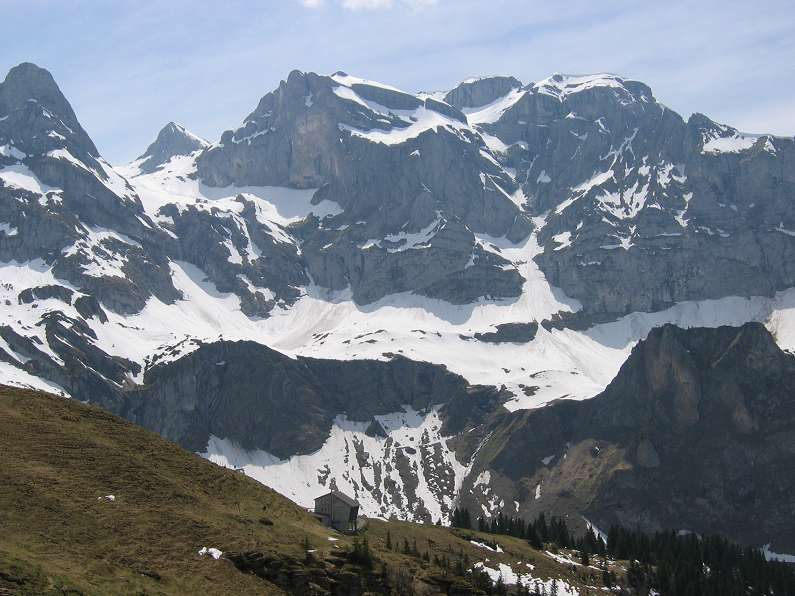
Auf der Bannalp: Blick zu den Walenstöcken
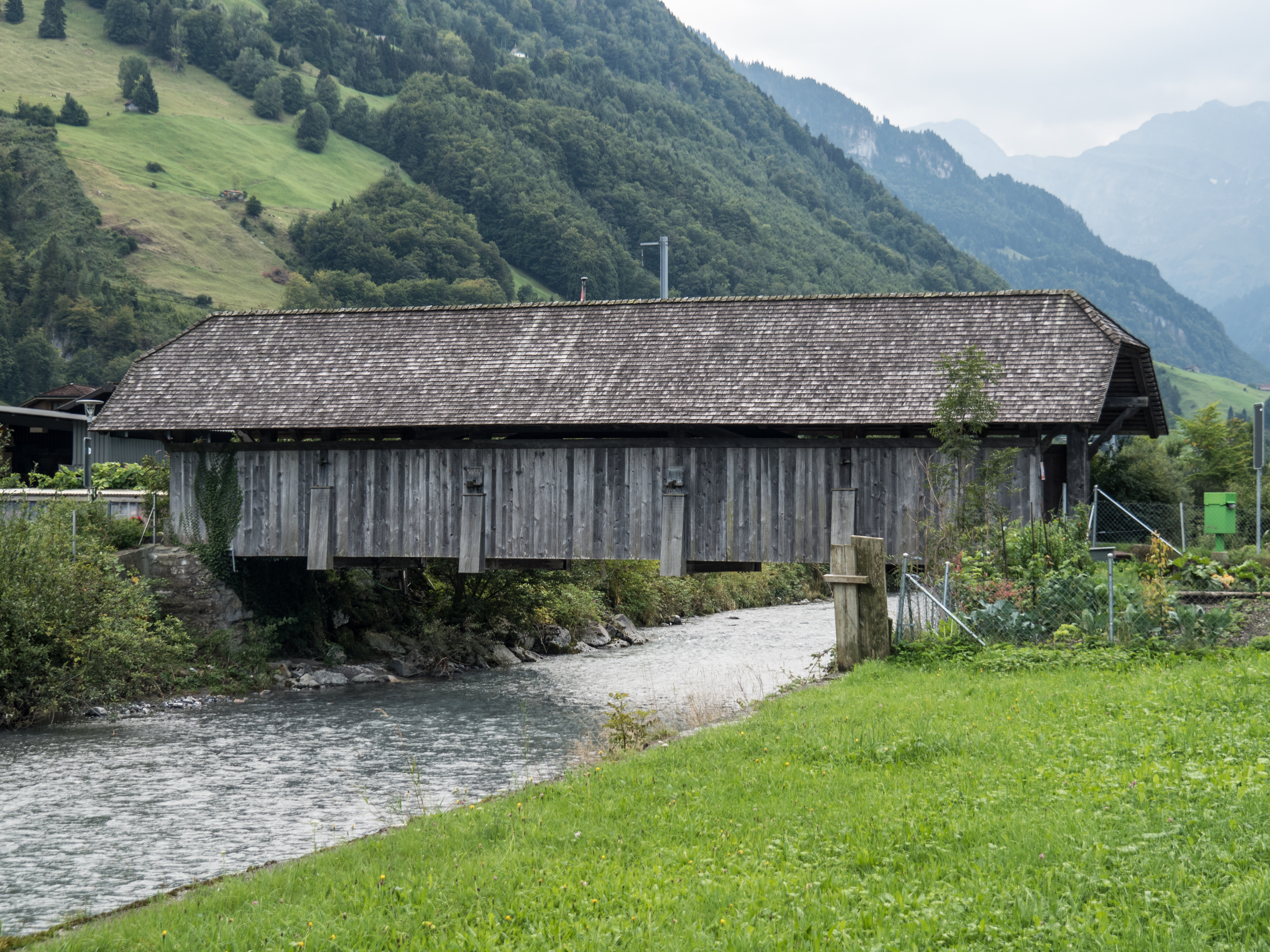
Briggbrücke von 1763 über die Engelberger Aa
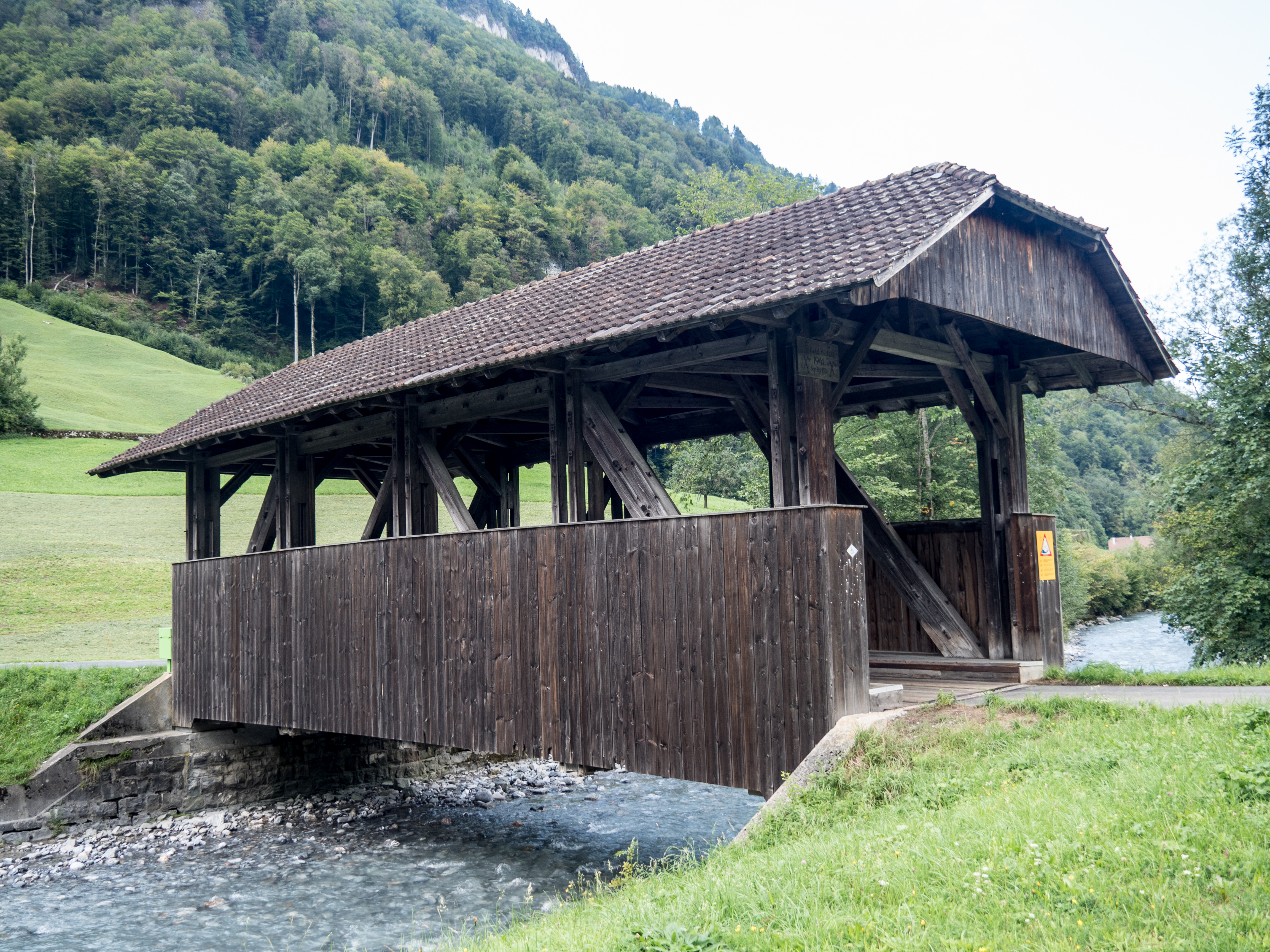
Dörflibrücke von 1941 über die Engelberger Aa